# Mapsidius auspicata
Mapsidius auspicata là một loài bướm đêm thuộc họ Scythrididae. Nó là loài đặc hữu của Kauai, Oahu, Lanai và Hawaii.
Ấu trùng ăn Charpentiera species. The larva live in a dense white silken tunnel on the leaves of their host.